# Regeringen Poul Schlüter I
Regeringen Poul Schlüter I var Danmarks regering 10. september 1982 – 10. september 1987. Den blev også kaldt Firkløverregeringen (af den selv og pressen) eller VCQM-regeringen efter partiernes listebogstaver.
Ændringer den 23. juli 1984, 12. marts 1986, 14. august 1986 og den 1. september 1987.
Den bestod af følgende ministre fra Det Konservative Folkeparti (K), Venstre (V), Centrum-Demokraterne (CD) og Kristeligt Folkeparti (KF):
- Statsminister: Poul Schlüter (K),
- Finansminister: Henning Christophersen (V) til 23. juli 1984, derefter Palle Simonsen (K),
- Udenrigsminister: Uffe Ellemann-Jensen (V),
- Justitsminister: Erik Ninn-Hansen (K),
- Økonomiminister: Anders Andersen (V),
- Landbrugsminister: Niels Anker Kofoed (V) til 12. marts 1986, derefter Britta Schall Holberg (V).
- Energiminister: Knud Enggaard (V) til 12. marts 1986, derefter Svend Erik Hovmand (V),
- Industriminister: Ib Stetter (K) til 12. marts 1986, derefter Nils Wilhjelm (K),
- Socialminister: Palle Simonsen (K) til 23. juli 1984, derefter Elsebeth Kock-Petersen (V), som den 12. marts 1986 efterfulgtes af Mimi Jakobsen (CD),
- Miljøminister og minister for nordiske anliggender: Christian Christensen (KF),
- Undervisningsminister: Bertel Haarder (V),
- Minister for offentlige arbejder: Arne Melchior (CD) til 14. august 1986, derefter Frode Nør Christensen (CD),
- Fiskeriminister: Henning Grove (K) til 12. marts 1986, derefter Lars P. Gammelgaard (K),
- Boligminister: Niels Bollmann (CD), til 12. marts 1986, derefter Thor Pedersen (V),
- Arbejdsminister: Grethe Fenger Møller (K) til 12. marts 1986, derefter Henning Dyremose (K),
- Minister for kulturelle anliggender: Mimi Jakobsen (CD) til 12. marts 1986, derefter H.P. Clausen (K),
- Kirkeminister: Elsebeth Kock-Petersen (V) til 23. juli 1984, derefter Mette Madsen (V),
- Indenrigsminister: Britta Schall Holberg (V) til 12. marts 1986 derefter Knud Enggaard (V),
- Minister for skatter og afgifter: Isi Foighel (K),
- Minister for Grønland: Tom Høyem (CD) til 1. september 1987 derefter Mimi Jakobsen (CD),
- Forsvarsminister: Hans Engell (K).